# 折苞羊耳蒜
折苞羊耳蒜（学名：Liparis tschangii）为兰科羊耳蒜属下的一个种。

## 扩展阅读
- 維基物種上的相關：折苞羊耳蒜